# Lagenophora
Lagenophora là một chi thực vật có hoa trong họ Cúc (Asteraceae).

## Loài
Chi Lagenophora gồm các loài: